# Oleg Efremov
Pour les articles homonymes, voir Efremov.
Oleg Nikolaïevitch Efremov (en russe : Олег Николаевич Ефремов), né le 1er octobre 1927 à Moscou (URSS) et mort le 24 mai 2000 à Moscou (Russie), est un acteur de théâtre soviétique et russe et ancien directeur du Théâtre d'art de Moscou. Après la scission de la troupe du Théâtre d'art, il prend la fonction de directeur artistique du Théâtre d'art Anton Tchekhov de 1987 à 2000.
Il reçoit le titre d'Artiste du Peuple d'URSS en 1976.

## Biographie
Oleg Efremov est diplômé en 1949 de l'École-studio du Théâtre d'Art académique de Moscou, où il était élève de Vassili Toporkov et devient un acteur de théâtre réputé, ainsi qu'un professeur d'art dramatique connu pour découvrir de nouveaux talents.
Avec cinq jeunes acteurs, il fonde le théâtre Sovremennik (contemporain) à Moscou, en 1956. Le théâtre est inauguré avec son adaptation des Éternellement vivants de Viktor Rozov[réf. souhaitée].
En 1970, il quitte la direction du Sovremennik (devenant directeur artistique) et joue au Théâtre d'art de Moscou — ou Théâtre Gorki — et y donne des cours à partir de 1976. Durant cette période, il est également producteur de films.
Parallèlement à sa carrière d'acteur et de metteur en scène au théâtre, il joue à partir de 1957 dans de nombreux films jusqu'en 1998.
Il a pour fils l'acteur Mikhaïl Olegovitch Efremov.
Mort à Moscou il est inhumé au cimetière de Novodevitchi.

## Prix et récompenses
- 1969 - Artiste du Peuple de la RSFS de Russie.
- 1969 - Prix d'État de l'URSS pour la trilogie Décembristes, Narodnaïa Volia, Bolcheviks (Декабристы, Народовольцы, Большевики)
- 1974 - Prix d'État de l'URSS pour le spectacle Les Métallurgistes (Сталевары)
- 1977 - Ordre du Drapeau rouge du Travail
- 1983 - Prix d'État de l'URSS pour le spectacle Alors, gagnons ! (Так победим!)
- 1987 - Ordre de Lénine
- 1987 - Héros du travail socialiste
- 1993 - Ordre de l'Amitié des peuples[1]
- 1997 - Ordre du Mérite pour la Patrie
- 1997 - Prix d'État de la fédération de Russie - pour la sauvegarde et le développement des traditions du spectacle psychologique russe dans Les Trois Sœurs
- 1997 - Turandot de cristal pour l'ensemble de son œuvre
- 1998 - Masque d'or pour le spectacle Les Trois Sœurs
- 2003 - Prix d'État de la fédération de Russie à titre posthume

## Filmographie
- 1959 : Des soldats marchaient : Senyka Radunskiy
- 1962 : Mon petit frère (Мой младший брат) d'Alexandre Zarkhi : Viktor Denissov
- 1964 : Les Vivants et les Morts (Живые и мёртвые) d'Aleksandr Stolper : capitaine Ivanov
- 1964 : Guerre et Paix (Война и мир, Voïna i mir) de Sergueï Bondartchouk : Fedor Dolokhov
- 1965 : Ouvrez, on sonne (Звонят, откройте дверь,Ouvrez, on sonne) de Alexandre Mitta : Le père de Gena, l'alcoolique
- 1965 : Pont en construction (Строится мост) d'Oleg Efremov et Gabriel Egiazarov : journaliste
- 1966 : Aïbolit-66 (Айболит-66) de Rolan Bykov : Docteur Aïbolit
- 1966 : Attention, automobile (Берегись автомобиля) de Eldar Riazanov : Maxime, enquêteur judiciaire
- 1967: Trois peupliers dans la rue Pliouchtchikha (Три тополя на Плющихе) de Tatiana Lioznova : Sacha
- 1967: Echtchio raz pro lioubov (Ещё раз про любовь) de Gueorgui Natanson : Lev Kartsev
- 1969: Maman s'est mariée (Мама вышла замуж) de Vitali Melnikov : Victor Léonov
- 1970: Brille, mon étoile, brille (Гори, гори, моя звезда) de Aleksandr Mitta : Fiodor, artiste autodidacte
- 1995 : Chirli-Myrli (Ширли-мырли) de Vladimir Menchov : Nikolai, voisin des Krolikov
- 1998 : Composition pour le jour de la victoire (Сочинение ко Дню Победы) de Sergueï Oursouliak : Dmitri Kilovatov